# جيني راسيل
جيني راسيل (بالإنجليزية: Jeannie Russell)‏ هي ممثلة أمريكية، ولدت في 22 أكتوبر 1950 بباسكو في الولايات المتحدة.

## أعمال

### أفلام
- (1963) الطيور

## وصلات خارجية
- جيني راسيل على موقع IMDb (الإنجليزية)
- جيني راسيل على موقع قاعدة بيانات الفيلم (الإنجليزية)